# Pichi Huinca
Pichi Huinca est une localité rurale argentine située dans le département de Rancul, dans la province de La Pampa.

## Démographie
La localité compte 228 habitants (Indec, 2010), soit une augmentation de 3 % par rapport au précédent recensement de 2001 qui comptait 221 habitants.